# Барбера (насеље у Француској)
Барбера (фр. Barbaira) насеље је и општина у јужној Француској у региону Лангдок-Русијон, у департману Од која припада префектури Каркасон.
По подацима из 2011. године у општини је живело 753 становника, а густина насељености је износила 80,11 становника/km². Општина се простире на површини од 9,40 km². Налази се на средњој надморској висини од 75 метара (максималној 502 m, а минималној 66 m).

## Демографија
| 1962. | 1968. | 1975. | 1982. | 1990. | 1999. | 2011. |
| ----- | ----- | ----- | ----- | ----- | ----- | ----- |
| 510   | 512   | 503   | 473   | 474   | 523   | 753   |

График промене броја становника у току последњих година